# A Betlem me'n vull anar
A Betlem me'n vull anar és el vers amb què comencen diferents nadales tradicionals catalanes.
La nadala que comença amb el vers A Betlem me’n vull anar, vols venir tu gallineta? fa referència als animals de granja més comuns a Catalunya, com són la gallina, el pollet, el gat, el gos i el porc. S'afegeixen sons onomatopeics de cada animal, i fins i tot, de dos instruments molt tradicionals en la cultura catalana: el xiulet i el timbal.
La cançó està composta en mètrica binària i en mode major, amb un àmbit d'octava des de la tònica. A nivell d'estructura consta de quatre frases A A' B C.
Hi ha una segona nadala que comença de la mateixa manera (A Betlem me'n vull anar, (bis) — vols venir, tu, rabadà? (bis)…), més coneguda com El rabadà.
Un tercer poema, escrit per Jacint Verdaguer i titulat A Betlem me'n vaig comença de forma semblant: A Betlem me'n vull anar — A Jesús vull adorar...
Existeix al País Valencià una altra versió de la nadala en què es fa un repàs a diversos sons, com ara: el xiulet, el pollastre, el tabal, el gat, el carranc i el gos.